# Subsecretaría de Redes Asistenciales de Chile
La Subsecretaría de Redes Asistenciales de Chile es una de las subsecretarías de Estado dependientes del Ministerio de Salud (Minsal). Fue creada en 2005 y su misión es regular y supervisar el funcionamiento de las redes de salud a través del diseño de políticas, normas, planes y programas para su coordinación y articulación, que permitan satisfacer las necesidades de salud de la población usuaria, en el marco de los objetivos sanitarios, con calidad y satisfacción usuaria. Desde el 1 de abril de 2025 está dirigida por Bernardo Martorell Guerra, bajo el gobierno de Gabriel Boric.

## Funciones y objetivos
Los objetivos estratégicos de la Subsecretaría de Redes Asistenciales son los siguientes:
- Mejorar el «Modelo de Gestión en Red en los Servicios de Salud», con énfasis en la estandarización del proceso de diseño y rediseño de redes, a través de herramientas normativa para las redes de alta complejidad, garantías explícitas en salud y régimen general de garantías, con el fin de aumentar la eficiencia, eficacia y efectividad en la resolución de los problemas de salud.
- Mejorar las condiciones que permitan el funcionamiento del «Sistema de Garantías Explícitas en Salud en la Red del Servicio Público», mediante la gestión de las brechas operacionales necesarias para generar la oferta requerida por la demanda de prestaciones derivada de problemas de salud garantizados.
- Posicionar a la «Atención Primaria de Salud» como estrategia del sistema público, mediante el refuerzo de su resolutividad y de la integralidad de la atención en base al modelo con enfoque de salud familiar y comunitaria, para dar una respuesta más efectiva a la población bajo control y contribuir a la eficiencia en el funcionamiento de los diferentes niveles de complejidad de la red asistencial en salud y mejorar la calidad de vida de la población.
- Mejorar la disponibilidad, distribución y competencias del personal sanitario a lo largo de la red asistencial en los diferentes niveles de complejidad, mediante el fortalecimiento de la formación de médicos especialistas y el incremento de cargos asistenciales en los establecimientos, que permitan avanzar en la calidad y equidad del acceso a la salud de la población.
- Mejorar la gestión y el uso de los recursos públicos asignados a las instituciones del Sistema Nacional de Servicios de Salud, a través del fortalecimiento de uso de sistemas de gestión de costos y control de producción, con el fin de tender a la sostenibilidad financiera del sistema.
- Potenciar la gestión intersectorial e interinstitucional para acelerar la gestión derivada de las políticas ministeriales en los ámbitos de reposición de activos, renovación tecnológica, sistemas de información, expansión y reconversión de la infraestructura, tanto de la red asistencial como de la autoridad sanitaria, focalizada en la recuperación de la infraestructura clínica deteriorada y derrumbada, para generar las condiciones que permitan recuperar el nivel de funcionamiento de la red asistencial, mediante la búsqueda de acuerdos que resguarden plazos oportunos para tramitación de decretos y toma de razón.
- Reforzar la red de urgencia a través de la inversión en traslado pre-hospitalario y el aumento de la dotación de equipos clínicos de priorización de urgencia y atención médica directa, para mejorar la oportunidad de atención de los pacientes.

### Plan de Inversiones en Salud
El «Plan de Inversiones en Salud», tiene por objetivo fortalecer la Red de Salud, generando un cambio oportuno y concreto a las múltiples necesidades de la población, a través de la construcción, reposición, mantenimiento y mejoramiento de infraestructura sanitaria.

## Organización
El organigrama actual de la Subsecretaría es el siguiente:
Subsecretario de Redes Asistenciales
Jefe de Gabinete
- Departamento de Administración y Desarrollo Institucional
- Departamento de Participación Ciudadana y Trato al Usuario
- Unidad Programa de Reparación y Atención Integral de la Salud (PRAIS)[Nota 2]
- División de Gestión de la Red Asistencial (DIGERA)[Nota 3]
  - Departamento de Gestión de Servicios de Salud, Modelo de Gestión y Puesta en Marcha
  - Departamento de GES y Redes Integradas
  - Departamento de Gestión de Procesos Clínicos Integrados
  - Departamento de Estudio, Innovación e Información para la Gestión
- División de Atención Primaria (DIVAP)[Nota 4]
  - Departamento Modelo de Atención Primaria
  - Departamento de Control de Gestión y Calidad de la Atención
  - Departamento de Gestión de Recursos para el Modelo de Atención Primaria de Salud (APS)
- División de Inversiones[Nota 5]
  - Departamento de Estudios Preinversionales
  - Departamento de Arquitectura
  - Departamento de Finanzas
  - Departamento de Monitoreo de Obras
- División de Gestión y Desarrollo de las Personas (DIGEDEP)
  - Departamento de Planificación y Control de Gestión de Recursos Humanos (RHS)
  - Departamento de Gestión de Recursos Humanos (RHS)
  - Departamento de Calidad de Vida y Relaciones Laborales
  - Departamento de Capacitación y Desarrollo de Recursos Humanos (RHS)
  - Departamento de Formación, Perfeccionamiento y Educación Continua
  - Departamento de Calidad y Seguridad de Atención
  - Departamento de Salud Ocupacional y Gestión Ambiental
- División de Presupuesto
  - Departamento de Gestión Presupuestaria
  - Departamento de Asignación de Recursos
  - Departamento de Programación Financiera Atención Primaria de Salud

### Servicios de Salud
Por otro lado, bajo dependencia directa de la Subsecretaría de Redes Asistenciales, se encuentran veintinueve «Servicios de Salud». De acuerdo a las disposiciones establecidas en la Ley 19.937 sobre Autoridad Sanitaria y en el Reglamento de los Servicios de Salud (decreto n° 140 de 2004), éstos tienen las siguientes funciones, de acuerdo con las normas y políticas dictadas por el Ministerio de Salud:
- A los Servicios de Salud les corresponde la articulación, gestión y desarrollo de la red asistencial correspondiente, para la ejecución de las acciones integradas de fomento, protección y recuperación de la salud, como también la rehabilitación y cuidados paliativos de las personas enfermas.
- En lo que se refiere a su funcionamiento, se someten a la supervigilancia del Ministerio de Salud y deben cumplir con las políticas, normas, planes y programas que éste apruebe.
- Los Servicios son organismos estatales funcionalmente descentralizados y están dotados de personalidad jurídica y patrimonio propio para el cumplimiento de sus fines. Sus sedes y territorios som establecidos por decreto supremo del Ministerio de Salud, por orden del residente de la República
- Los Servicios son los continuadores legales del exServicio Nacional de Salud y del exServicio Médico Nacional de Empleados, dentro de sus respectivos territorios y tienen los mismos derechos y obligaciones que correspondían a esas instituciones, para los efectos de cumplir las funciones que les competen.
- La Red Asistencial de cada Servicio de Salud está constituida por el conjunto de establecimientos asistenciales públicos que forman parte del Servicio, los establecimientos municipales de atención primaria de salud de su territorio y los demás establecimientos públicos o privados que mantengan convenios con el Servicio de Salud respectivo para ejecutar acciones de salud, los cuales deben colaborar y complementarse entre sí para resolver de manera efectiva las necesidades de salud de la población.
- La Red Asistencial de cada Servicio de Salud debe colaborar y complementarse con la de los otros Servicios, y con otras instituciones públicas o privadas que correspondan, a fin de resolver adecuadamente las necesidades de salud de la población.
- La Red de cada Servicio de Salud se organiza con un primer nivel de atención primaria, compuesto por establecimientos que ejercerán funciones asistenciales en un determinado territorio con población a cargo y otros niveles de mayor complejidad que sólo recibirán derivaciones desde el primer nivel de atención conforme a las normas técnicas que dicte al efecto el Ministerio de Salud, salvo en los casos de urgencia y otros que señalen la ley y los reglamentos.
- En aquellas regiones que tienen más de un Servicio existe un Consejo de Coordinación de Redes Regionales integrado por los directores de los respectivos Servicios, que es presidido directamente por el subsecretario de Redes Asistenciales o por quien éste designe. Su funcionamiento se rige por las normas e instrucciones que éste imparta al respecto. Su función es diseñar, proponer y evaluar mecanismos de coordinación e integración técnica y administrativa de la Red Asistencial regional en lo referido al desarrollo de los diferentes niveles de complejidad de los establecimientos integrantes de la Red, así como de los sistemas de comunicación, referencia, derivación y contraderivación de pacientes y las demás materias que son necesarias para la adecuada atención de la población y el mejor uso de los recursos.

## Subsecretarios
| Retrato | Subsecretario/a             | Partido       | Inicio                 | Final                  | Presidente                 |
| ------- | --------------------------- | ------------- | ---------------------- | ---------------------- | -------------------------- |
|         | Osvaldo Salgado Zepeda      | PS            | 1 de enero de 2005     | 11 de marzo de 2006    | Ricardo Lagos Escobar      |
|         | Ricardo Fábrega Lacoa       | PDC           | 11 de marzo de 2006    | 6 de noviembre de 2008 | Michelle Bachelet Jeria    |
|         | Julio Montt Vidal           | PDC           | 6 de noviembre de 2008 | 11 de marzo de 2010    | Michelle Bachelet Jeria    |
|         | Giovanna Gutiérrez Panchana | Ind.          | 11 de marzo de 2010    | 21 de junio de 2010    | Sebastián Piñera Echenique |
|         | Luis Castillo Fuenzalida    | Ind.          | 22 de junio de 2010    | 11 de marzo de 2014    | Sebastián Piñera Echenique |
|         | Angélica Verdugo Sobral     | PS            | 11 de marzo de 2014    | 9 de noviembre de 2015 | Michelle Bachelet Jeria    |
|         | Ana Gisela Alarcón Rojas    | Independiente | 1 de febrero de 2016   | 11 de marzo de 2018    | Michelle Bachelet Jeria    |
|         | Gloria Burgos Marabolí      | Independiente | 11 de marzo de 2018    | 10 de agosto de 2018   | Sebastián Piñera Echenique |
|         | Luis Castillo Fuenzalida    | Independiente | 10 de agosto de 2018   | 11 de julio de 2019    | Sebastián Piñera Echenique |
|         | Arturo Zúñiga Jory          | Independiente | 11 de julio de 2019    | 3 de noviembre de 2020 | Sebastián Piñera Echenique |
|         | Alberto Dougnac Labatut     | Independiente | 3 de noviembre de 2020 | 11 de marzo de 2022    | Sebastián Piñera Echenique |
|         | Fernando Araos Dattoli      | Independiente | 11 de marzo de 2022    | 13 de junio de 2023    | Gabriel Boric Font         |
|         | Osvaldo Salgado Zepeda      | PS            | 13 de junio de 2023    | 1 de abril de 2025     | Gabriel Boric Font         |
|         | Bernardo Martorell Guerra   | PPD           | 1 de abril de 2025     | en el cargo            | Gabriel Boric Font         |